# بريان بوتشان
بريان بوتشان (بالإنجليزية: Bryan Buchan)‏ هو كاتب للأطفال وكاتب بريطاني، ولد في 1945 في أبردين في المملكة المتحدة.